# 勝弦
勝弦（かっつる）は、長野県塩尻市の市街地の南東にある地区である。塩尻市北小野地区と岡谷市を結ぶ長野県道254号楢川岡谷線が通り、岡谷市に入ってすぐに勝弦峠がある。
地名の由来は、古代末期からこの地にマメ科植物の葛葉が生い茂っていて、蔓状にからみ合っている様子を表現した葛蔓の音カツツルが地名として残ったのではないかと推測されている。中世には勝鶴、近世以降、飼鶴、勝弦へと変化し、現在に至っている。最寄の鉄道駅は辰野町の小野駅とされているが、距離がある。バス路線は、かつて松電バスがあり、昭和58年7月5日限りで塩尻駅～勝弦間が廃止され、20年近く公共交通が途絶えていたが、2007年（平成19年）10月1日から塩尻市地域振興バスとして運行復活している。直下を中央本線塩嶺トンネルが通る。

## 地区内
- 信州塩尻農業公園チロルの森（2020年11月29日に閉業のち2024年7月27日 - 9月1日の期間限定復活）
- 信州塩嶺高原カントリークラブ
- 市民いこいの森公園
  - 地球の宝石箱
- 大沢山
- 勝弦東照宮（安永年間建立）
- 相古上の溜池
- びんだら公園
- クラブハウス
- 塩尻市林間学校
- 塩嶺高原別荘地
- 諏訪洞溜池
- 塩嶺王城パークライン
- 長野県道254号楢川岡谷線
- 信濃変電所
- 三才山神社

## アクセス
- 塩尻駅より塩尻市地域振興バス勝弦線で25分程 地球の宝石箱前ほかで下車